# روجيريو دوترا سيلفا
روجيريو دوترا سيلفا (بالبرتغالية: Rogério Dutra da Silva) (ولد في 5 فبراير 1984، في ساوباولو, البرازيل). هو لاعب كرة مضرب برازيلي محترف.

## روابط خارجية
- روجيريو دوترا سيلفا على موقع رابطة محترفي التنس (الإنجليزية)
- روجيريو دوترا سيلفا على موقع الاتحاد الدولي لكرة المضرب (الإنجليزية)
- روجيريو دوترا سيلفا على موقع كأس ديفيز (الإنجليزية)
- روجيريو دوترا سيلفا على موقع خلاصة التنس.كوم (الإنجليزية)
- روجيريو دوترا سيلفا على موقع أوليمبيديا (الإنجليزية)
- روجيريو دوترا سيلفا على موقع اللجنة الأولمبية البرازيلية (البرتغالية)